# Stauntonia yaoshanensis
Stauntonia yaoshanensis là một loài thực vật có hoa trong họ Lardizabalaceae. Loài này được F.N. Wei & S.L. Mo miêu tả khoa học đầu tiên năm 1983.